# 第7號交響曲 (布魯克納)
安东·布鲁克纳的E大调第7号交响曲，目錄第107號，是布鲁克纳最著名的交响曲之一，于1881年和1883年之间写就。作曲家将该作品献给巴伐利亚的路德维希二世，并于1884年12月30日在莱比锡歌剧院由亚瑟·尼基什指挥莱比锡格万豪斯管弦乐团举行首演。此次演出是布鲁克纳一生中最大的一次成功，给他带来了少有的自信，使得布鲁克纳有勇气在接下来的第8号交响曲中铺展开更加惊人宏大的结构。第7号交响曲因其如歌版优美的旋律而有时被称为“旋律”交响曲，但这个称号并非作曲家自己起的，也极少在演出中使用。

## 分析

### 配器
|  | 木管乐器 2 长笛 2 双簧管 2 单簧管（A调） 巴松管 | 铜管乐器 4 圆号（F调） 3 小号（F调） 3 長號 4 瓦格纳低音号 （2 高音，降B, 2 低音，F调） 大号 打击乐器（见上） 定音鼓 钹 三角铁 |  | 弦乐器 第一、第二小提琴 中提琴 大提琴 低音提琴 |

### 曲式
此作品一共有四个乐章：

#### 第一樂章
适度的快板（Allegro moderato），三个主题的奏鸣曲式，展现了许多布鲁克纳典型的作曲技巧。呈示部中，第一主题在弦乐颤音中由大提琴呈现。布鲁克纳自称该主题是在梦中听见、亲自在中提琴上演奏的；第二主题从B小调开始，先由双簧管等风管乐器独奏，再由弦乐发展至强奏；第三主题与第二主题类似，但更加活泼，发展成铿锵有力的铜管合奏。弦乐之后弱奏，以属音B大调结束呈示部。发展部先从零碎的管乐独奏开始，再由弦乐器展开漫长的移调，间中插入第三主题及第一主题的乐思回想，直到再现部开始。乐章尾声基于定音鼓连打与低音提琴的持续低音E，第一主题在其上缓慢地渐强渐弱，最后加入弦乐颤音与铜管合奏，升华至最强的E大调终止。时长约17~20分钟。

#### 第二樂章
非常庄严、非常缓慢（Sehr feierlich und sehr langsam）的慢板，升C小調，慢板双变奏曲式（ABA'B'A"）。1883年1月动笔，为预先悼念布鲁克纳崇拜的作曲家，当时身患重病的理查德·瓦格纳而作。A部为瓦格纳管与弦乐主导的送葬進行曲，B部则较为浪漫，也由弦乐器主导。送葬进行曲在小提琴三連音伴奏中达到C大调高潮。此段落的定音鼓、钹与三角铁，据说是布鲁克纳在接到瓦格纳噩耗后加入的，但是否应该加入仍有争议。之后进入瓦格纳管合奏，并连接至沉思的升C大調尾声。时长约20-30分钟。

#### 第三樂章
很快的诙谐曲（Scherzo. Sehr schnell），A小調。间奏为F大調。定音鼓为烘托诙谐气氛、连接各个部分担任重要角色，因此使用得比其他乐章更加频繁，甚至有独奏的段落。时长约8~10分钟。

#### 第四樂章
活泼而不过快（Bewegt, doch nicht schnell）的终乐章，回归E大调，三个主题的倒装奏鸣曲式。第一主题可视为第一乐章第一主题的活泼版变奏，第二主题也与第一乐章第二主题类似，但从降A大調开始呈现。第三主题为第一主题的变奏，从A小調开始，运用了布鲁克纳招牌的乐队集体强奏。发展部轻快短暂，基于第一主题，更类似过渡段落。之后三个主题倒装，逆序再现。定音鼓在第二主题再现部分进行短暂的弱奏，并在尾声中回归，作用与第一乐章尾声相似（渐强的持续低音）。尾声结合了弦乐颤音、铜管合奏等贯穿全曲的布鲁克纳式配器技巧，并让第一乐章与本乐章的第一主题互相交织作结。时长约12分钟。

## 版本
- 1883年版：首演使用的版本，但唯一留存下来的手稿包含了布鲁克纳、其弟子等人的修改，使得这个版本的原始样貌无从得知，也未能出版。
- 1885年古德曼版：在1884年的首演之后，乐曲又经过了一些改动，并于1885年由古德曼出版。在这段时间里，布鲁克纳的弟子亚瑟·尼基什、弗朗兹·肖克和费迪南德·洛维提供意见，让布鲁克纳对乐曲进行修改。但学界仍对布鲁克纳是否认同这些改动保持怀疑。主要的改动都在配器和节奏方面。
- 1944年哈斯版：音乐学家罗伯特·哈斯尝试从1883年遗留下来的手稿从1885年版本中移除尼基什、肖克和洛维的改动，以图还原布鲁克纳本来的艺术意图和构造。但由于1883年版本已经包含了许多后来加上的改动，因此也已并非原貌。哈斯版本的最大特点是慢乐章中没有钹、三角铁和定音鼓：哈斯认定布鲁克纳决定不加入打击乐。但音乐学者本杰明·科斯特维特认为这一推断并不合理。[1]
- 1954年诺瓦克版：音乐学家利奥波德·诺瓦克保留了1885年古德曼版中包括打击乐部分的大部分改动。曲谱中亦印上古德曼版的节奏符号，但都打上了括号。虽然谱中标记了钹的使用，但部分根据此版本进行的演奏在慢乐章的结尾高潮处不会使用钹。
- 室内乐版本：阿诺德·勋伯格的学生和朋友在1921年为维也纳“私人音乐演出协会”编写了一个供室内乐团（2架小提琴、中提琴、大提琴、低音提琴、单簧管、圆号、钢琴四手联弹、簧风琴）演奏用的版本。但在演出之前该协会放弃了这一尝试，直到60年后该版本才有首演。

## 其它
- 在弗莱德里克·斯波茨（英语：Frederic Spotts）的《希特勒与美学的力量》（Hitler and the Power of Aesthetics）一书中提到希特勒对布鲁克纳第7号交响曲的评价高于贝多芬的第9号交响曲。当布鲁克纳的半身像于1937年在雷根斯堡的瓦尔哈拉神殿中建成的时候，现场播放了第7号交响曲的慢乐章。希特勒充满敬仰地肃立其中。
- 1943年1月31日，一版第7交响曲慢乐章的录音在德军于斯大林格勒遭遇惨败的时候亦于官方广播频道公布消息前进行播放。
- 1945年5月1日，海军上将卡尔·邓尼茨在柏林广播电台公布希特勒的死讯前播放了威廉·富特文格勒指挥柏林爱乐乐团演奏的第7交响曲慢乐章录音（這個說法，近年已經被推翻），俗称“帝国慢板”。